# Corien Oranje
Corien Oranje (Delft, 10 mei 1963) is een Nederlandse auteur met ruim 140 titels op haar naam. Ze won enkele prijzen voor jeugdboeken en werd daar diverse keren voor genomineerd. Ook schreef ze diverse musicals. Ze komt veel op scholen om over haar boeken te vertellen, en geeft daarnaast workshops voor De Schoolschrijver.  

## Persoonlijk
Corien Oranje studeerde theologie aan de Theologische Universiteit Kampen (Broederweg) en is getrouwd met studiegenoot en predikant Dick Mak. Samen hebben zij vier zoons (waaronder een drieling). Ze woonden vanaf 2003 in Jakarta, waar Oranje o.a. werkte als gevangenispastor. Sinds 2010 wonen zij in Haren. Oranje schrijft boeken voor alle leeftijden.   

## Nominaties en prijzen
- 2023 Eigenwijsprijs voor Meester Bil is meester dief
- 2011 Hoogste Woord voor Tropisch Complot
- 2007 Hoogste Woord voor Storm in bad